# Parafia św. Dymitra w Janówce
Parafia św. Dymitra – parafia prawosławna w Janówce, w dekanacie Terespol diecezji lubelsko-chełmskiej.
Na terenie parafii funkcjonuje 1 cerkiew:
- cerkiew św. Dymitra w Janówce – parafialna

Cerkiew św. Dymitra została zbudowana w latach 1997–2000, konsekrowana 20 maja 2001. W Janówce znajduje się też wzniesiona w 1936 kapliczka z kopią Kazańskiej Ikony Matki Bożej.
Parafia liczy około 30 rodzin. W latach 90. XX w. pozostawała pod opieką duchownych z Holeszowa, obecnie parafią administruje proboszcz ze Sławatycz.

## Proboszczowie
- 1994–1995 – ks. Mirosław Łuciuk
- 1997–2000 – ks. Sławomir Kochan
- ?–2004(?) – ks. Jan Dmitruk
- od 2004(?) – ks. Michał Wasilczyk